# Wadköping

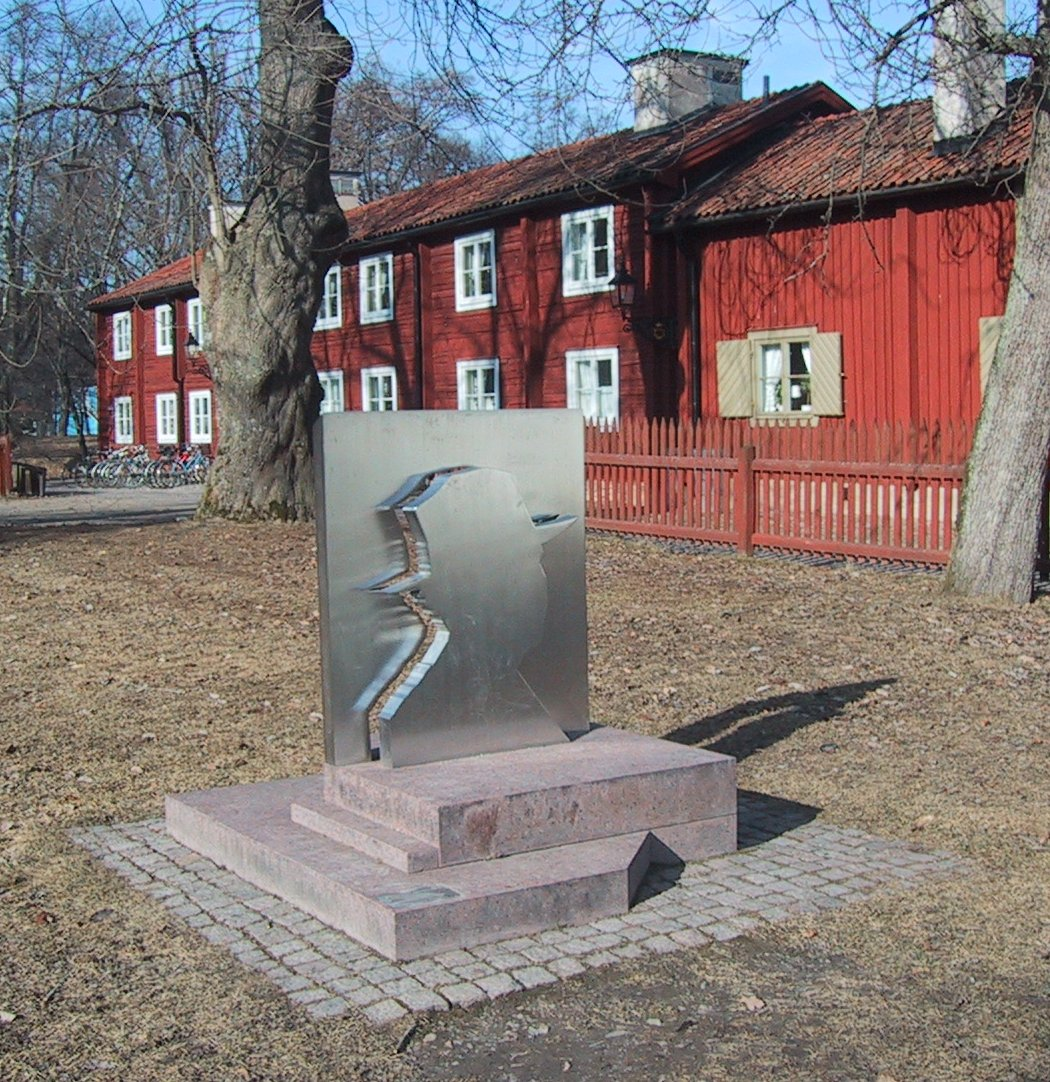
Hjalmar Bergman i profil vid Wadköping i Örebro

Wadköping är en fiktiv stad i en rad berättelser av Hjalmar Bergman. Författarens barndomsstad Örebro, samt Västerås, där Hjalmar Bergman tog studenten som privatist, utgjorde förebilder.
Den fiktiva orten har lånat sitt namn till friluftsmuseet Wadköping i Örebro.

## Hjalmar Bergman och Wadköping
Wadköping "föddes" år 1919 med romanen Markurells i Wadköping, men namnet hade nog varit påtänkt redan i En döds memoarer året innan, under beteckningen "W.". Senare förekom Wadköping bl.a. i Herr von Hancken (1920), Jag, Ljung och Medardus (1923) och Flickan i frack (1925). Att Bergman inte satte likhetstecken mellan Örebro och Wadköping framgår av följande citat från Herr von Hancken:
| ”                                                          | Vittberest var jag icke, men hade likväl besökt sådana städer som Upsala, Örebro och Wadköping... | „ |
| – Jagpersonen i Herr von Hancken - Bror Benjamin Carlander |                                                                                                   |   |

Vidare har Bergman i Markurells i Wadköping försett staden med biskop, domkyrka och stadsberg - attribut som passar väl in på Västerås. Samtidigt förekommer både ett centralt beläget slott och ett rådhus som omnämns som vackert - attribut som kanske bättre passar in på Örebro. Den lutande lönnen utanför Karolinska skolan i Örebro har av en del pekats ut som "Barfothens alm" i Markurells i Wadköping. Man kan dock inte från dess grenar se in i kollegierummet, vilket man kunde från "Barfothens alm" i romanen.
I ett brev till Johan Lindström Saxon uttalar sig Hjalmar Bergman sig om Wadköpings uppkomst:
| ”                                                                                  | Emellertid är ju min "bergslag" ingalunda något strict geografiskt begrepp utan blott en tämligen tänjbar beteckning för mellersta och norra Svealand. Att identifiera Wadköping med Örebro går icke. Sant är, att staden i mångt och mycket "stått modell" men mest ifråga om detaljer, människor, en del händelser och framför allt stämning. Själva namnet torde ha uppstått som en sorts motsättning till Örebro (bro-staden - vad-staden). Olikheterna äro emellertid betydande. Wadköping är i själva verket ingenting annat än en större mellansvensk stad med förnäma anor och traditioner, andliga och materiella. | „ |
| – Citerat från Erik Hjalmar Linders uppsats Wadköpings uppkomst (BLM, nr. 9, 1937) | |   |